# 中国驻加拿大大使馆
中华人民共和国驻加拿大大使馆（英語：Embassy of the People's Republic of China in Canada），简称中国驻加拿大大使馆，位于加拿大安大略省渥太华，是中华人民共和国驻在加拿大的主要外交代表机构。

## 历史
1970年10月13日两国建交之后，中華人民共和国政府以160万美元价格向善牧姐妹会买下这处建筑物。此处曾为渥太华慈善救助圣母修道院，1877年竣工；1941年重修并改名为安格善牧圣母修道院。使馆在1980年代中期全部完工。近年来该大使馆已成为渥太华地区最大且最繁忙的外交使馆。

## 机构设置
中国驻加拿大大使馆设置下列机构：
- 政治处
- 经商处
- 教育处
- 科技处
- 文化新闻处
- 武官处
- 领事警务处
- 办公室